# Hochdorf (Fribourg)
Pour les articles homonymes, voir Hochdorf.
Fribourg-Hochdorf est un quartier de la ville de Fribourg-en-Brisgau.

## Géographie
Hochdorf, avec son arrondissement Benzhausen, est situé dans le nord-ouest de Fribourg. Il est bordé par Hugstetten, Buchheim, et Holzhausen. Au sud-est de l’autoroute A5 qui traverse le Markwald se trouve la zone industrielle et commerciale de Hochdorf. 

## Histoire
Durant l'année 788 ou 791, Benzhausen est mentionné officiellement pour la première fois, dans un acte de donation au monastère de Saint-Gall. Le document original a été conservé et est encore visible aujourd'hui.
Dans le cadre de la réforme territoriale du Bade-Wurtemberg, il était prévu à partir de 1969 de fusionner les cinq villages (Hochdorf, Benzhausen, Hugstetten, Buchheim et Holzhausen) en une communauté administrative. Cependant, le projet échoua à plusieurs reprises. La fusion eut lieu le 1er septembre 1973 après deux votes citoyens.

## Culture locale et patrimoine

### Sculpture Weltenlenker
Sur la Waldhockplatz de Hochdorf, le sculpteur fribourgeois Thomas Rees a créé la grande sculpture nommée Weltenlenker. La sculpture a pour but de rappeler le chêne tombé sur la place 3 jours après la fête de la forêt en 2014. Thomas Rees a commencé cette réalisation en automne 2015. Elle fut inaugurée en juin 2016. La sculpture est en chêne, mesure environ 8 mètres de haut pour un poids d’environ 8 tonnes.